# 영빈 강씨
영빈 강씨(令嬪 姜氏, ? ~ 1483년 3월 7일(음력 1월 20일)))는 조선 세종의 후궁이다. 세종과의 사이에서 화의군을 낳았다.

## 생애
본관은 진주이다. 본래 궁인(宮人)으로, 세종의 승은을 입어 1425년(세종 8년) 9월 5일, 아들 화의군(和義君)을 낳았다. 영빈 강씨에 대한 기록은 전무하며, 언제 어떠한 이유로 정1품 빈(嬪)에 봉작되었는지 알 수 없다.
아들인 화의군이 1455년(단종 3년) 금성대군, 혜빈 양씨와 관련하여 유배되었으며, 이후 노비와 가사, 전토 등을 적몰당하고 외방에 부처되는 등의 불운을 겪었다.
1483년(성종 14년) 1월 사망하였다.

## 사후
강씨는 아들 화의군이 반역죄로 금산에 유배되자, 왕실 족보인 《선원록》등에서 아들과 함께 작호가 삭제되었다. 이후 중종대에 화의군이 신원되었고, 강씨는 1799년(정조 23년), 유생들이 상언하여 단종복위운동 때에 화를 입은 왕족들을 배향할 것을 청할 때, 혜빈 양씨, 경혜공주, 단종의 외조모 최씨와 이모 권씨, 후궁 권씨 등 5명과 함께 사릉에 배향되었다.

## 가족 관계
- 남편 : 세종(世宗, 1397 ~ 1450)
  - 장남 : 화의군 영(和義君 瓔, 1425 ~ ? )
  - 자부 : 현부인 밀양 박씨(縣夫人 密陽 朴氏)-증찬성(贈贊成) 박중손(朴仲孫)의 딸
    - 손자 : 여흥군(驪興君) 이원(李轅)
    - 증손자 : 재양군(載陽君) 이급(李級)
    - 증손자 : 대곡부령(大谷副令) 이신(李紳)
    - 증손자 : 회인부령(懷仁副令) 이수(李綬)
    - 손자 : 여성군(驪城君) 이번(李?)
    - 손자 : 금란수(金蘭守) 이식(李軾

  - 자부(첩) : 미상
    - 서손 : 여흥정 원(驪興正 轅)
    - 서손자부 : 보성 오씨(慎人 寶城 吳氏)
    - 서손 : 여성수 번(驪城守 轓)
    - 서손자부 : 은진 송씨(惠人 恩津 宋氏)
    - 서손 : 금란수 식(全蘭守 軾)
    - 서손자부 : 개성 고씨(惠人 開城 高氏)
    - 강희맹,강희안의 의 형제자매이시다